# Ana Po'uhila
Ana Kilistina Po'uhila (Neiafu, 18 ottobre 1979) è un'ex pesista e discobola tongana.

## Biografia
Avvicinatasi all'atletica leggera come velocista, approfondisce le specialità dei lanci debuttando internazionalmente ai campionati oceaniani di Adelaide nel 2000, vincendo quattro medaglie. Nei successivi 12 anni di carriera sportiva ha continuato a vincere manifestazioni continentali e si è conquistata la possibilità di partecipare a tre edizioni consecutive dei Giochi olimpici da Atene 2004 a Londra 2012. In occasione di Pechino 2008 è stata portabandiera della delegazione sportiva nazionale nel corso della cerimonia d'apertura della manifestazione.

## Palmarès
| Anno | Manifestazione               | Sede         | Evento                 | Risultato | Prestazione | Note |
| ---- | ---------------------------- | ------------ | ---------------------- | --------- | ----------- | ---- |
| 2000 | Campionati oceaniani         | Adelaide     | Getto del peso         | Oro       | 14,36 m     |      |
| 2000 | Campionati oceaniani         | Adelaide     | Lancio del disco       | Bronzo    | 38,41 m     |      |
| 2000 | Campionati oceaniani         | Adelaide     | Lancio del martello    | Bronzo    | 35,29 m     |      |
| 2000 | Campionati oceaniani         | Adelaide     | Lancio del giavellotto | Oro       | 42,32 m     |      |
| 2001 | Mini-Giochi del Sud Pacifico | Kingston     | Getto del peso         | Oro       | 15,13 m     |      |
| 2001 | Mondiali                     | Edmonton     | 100 m piani            | Batteria  | 13"57       |      |
| 2002 | Campionati oceaniani         | Christchurch | Getto del peso         | Oro       | 15,66 m     |      |
| 2002 | Campionati oceaniani         | Christchurch | Lancio del disco       | Argento   | 45,11 m     |      |
| 2002 | Giochi del Commonwealth      | Manchester   | Getto del peso         | 10ª       | 15,09 m     |      |
| 2003 | Giochi del Sud Pacifico      | Suva         | Getto del peso         | Oro       | 15,89 m     |      |
| 2003 | Giochi del Sud Pacifico      | Suva         | Lancio del disco       | Argento   | 48,11 m     |      |
| 2003 | Mondiali                     | Saint-Denis  | Getto del peso         | 25ª (q)   | 14,96 m     |      |
| 2004 | Campionati oceaniani         | Townsville   | Getto del peso         | Oro       | 14,89 m     |      |
| 2004 | Campionati oceaniani         | Townsville   | Lancio del disco       | Bronzo    | 45,49 m     |      |
| 2004 | Giochi olimpici              | Atene        | Getto del peso         | 32ª (q)   | 15,33 m     |      |
| 2005 | Mini-Giochi del Sud Pacifico | Koror        | Getto del peso         | Oro       | 16,92 m     |      |
| 2005 | Mini-Giochi del Sud Pacifico | Koror        | Lancio del disco       | Bronzo    | 45,69 m     |      |
| 2005 | Mondiali                     | Helsinki     | Getto del peso         | 24ª (q)   | 15,14 m     |      |
| 2006 | Campionati oceaniani         | Apia         | Getto del peso         | Oro       | 16,57 m     |      |
| 2006 | Campionati oceaniani         | Apia         | Lancio del disco       | Argento   | 52,48 m     |      |
| 2006 | Giochi del Commonwealth      | Melbourne    | Getto del peso         | 7ª        | 16,43 m     |      |
| 2007 | Giochi del Pacifico          | Apia         | Getto del peso         | Oro       | 16,60 m     |      |
| 2007 | Giochi del Pacifico          | Apia         | Lancio del disco       | Argento   | 48,92 m     |      |
| 2007 | Mondiali                     | Osaka        | Getto del peso         | 23ª (q)   | 16,62 m     |      |
| 2008 | Giochi olimpici              | Pechino      | Getto del peso         | 27ª (q)   | 16,42 m     |      |
| 2009 | Mini-Giochi del Pacifico     | Avarua       | Getto del peso         | Oro       | 16,53 m     |      |
| 2009 | Mini-Giochi del Pacifico     | Avarua       | Lancio del disco       | Oro       | 53,10 m     |      |
| 2009 | Mini-Giochi del Pacifico     | Avarua       | Lancio del martello    | Oro       | 50,70 m     |      |
| 2009 | Mondiali                     | Berlino      | Getto del peso         | 25ª (q)   | 16,09 m     |      |
| 2011 | Giochi del Pacifico          | Numea        | Getto del peso         | Oro       | 15,72 m     |      |
| 2011 | Giochi del Pacifico          | Numea        | Lancio del disco       | Argento   | 48,22 m     |      |
| 2011 | Giochi del Pacifico          | Numea        | Lancio del martello    | Bronzo    | 47,27 m     |      |
| 2012 | Giochi olimpici              | Londra       | Getto del peso         | 29ª (q)   | 15,80 m     |      |

## Altre competizioni internazionali
2003
- Oro in Coppa Oceania ( Apia), getto del peso - 14,31 m
- Oro in Coppa Oceania ( Apia), lancio del giavellotto - 42,63 m